# جيمس ألفرد تورنر
جيمس ألفرد تورنر (بالإنجليزية: James Alfred Turner)‏ هو رسام أسترالي، ولد في 1850، وتوفي في 1908.